# 長野栄二
長野 栄二（ながの えいじ、1892年（明治25年）1月28日 - 1969年（昭和44年）9月16日）は、大日本帝国陸軍軍人。最終階級は陸軍少将。功四級。

## 経歴
1892年（明治25年）に兵庫県で生まれた。陸軍士官学校第25期卒業。1939年（昭和14年）3月9日に陸軍歩兵大佐進級と同時に第8国境守備隊第5地区隊長に着任。同年7月7日に歩兵第71連隊長（関東軍・第6軍・第23師団・第23歩兵団）に転じてノモンハン事件に出動したが、ホルステン河南方での戦闘で重傷を負い、8月2日に関東軍司令部附となった。1941年（昭和16年）3月に歩兵第217連隊長（第11軍・第34師団・第34歩兵団）に就任し、日中戦争に出動。南昌に駐屯し、錦江作戦などに出撃した。
1943年（昭和18年）8月2日に陸軍少将進級と同時に第4歩兵団長（第4師団）に就任し、10月1日に第64独立歩兵団長に転じた。1944年（昭和19年）1月10日に第11警備司令官（中部軍）を経て、7月14日に独立混成第5旅団長（支那派遣軍・北支那方面軍・第43軍）に就任。青島で守備に任じ終戦を迎えた。
1947年（昭和22年）11月28日、公職追放仮指定を受けた。